# Saint-Maurice-sur-Fessard

Saint-Maurice-sur-Fessard este o comună în departamentul Loiret din centrul Franței. În 1 ianuarie 2022 avea o populație de 1.144 de locuitori.